# Matanzas
Matanzas je přístavní město na Kubě, ležící asi 100 km východně od Havany na pobřeží Floridského průlivu. Má okolo 150 000 obyvatel a je hlavním městem stejnojmenné provincie. Protékají jím řeky Yumurí, San Juan a Canímar, má proto přezdívku město mostů nebo kubánské Benátky.
Město bylo založeno 12. října 1693 v zátoce, která je ideálním přirozeným přístavem. Dostalo název Matanzas (krveprolití) podle události z roku 1510, kdy místní domorodci pobili španělské námořníky, kteří se zde pokusili založit osadu. Město bylo střediskem pěstování cukrové třtiny a kávovníku, na místní plantáže bylo dovezeno množství černých otroků. Bohatá tradice kultury a vzdělávání dala městu označení kubánské Athény. Vznikla zde populární hudební skupina Sonora Matancera, místními rodáky jsou spisovatelé José Jacinto Milanés a Agustín Acosta, herečka Amalia Aguilar, filmař Humberto López y Guerra nebo hudebníci Barbarito Torres a Pérez Prado. Město má univerzitu a řadu architektonických památek: barokní katedrálu sv. Karla Boromejského, kostel Quinta de Bellamar, klášter Ermita de Montserrate, divadlo Teatro Sauto z roku 1863, Casino Español nebo palác Junco, v němž sídlí městské muzeum. Elektrifikovaná dráha Hershey Railway spojuje město s Havanou a přímořským rekreačním resortem Varadero, návštěvníkům Matanzasu slouží i mezinárodní letiště Juan Gualberto Gómez Airport.